# Sabine Dullin
Pour les articles homonymes, voir Dulin et Dullin (homonymie).
Sabine Dullin, née en 1966 est une historienne française spécialiste de l'histoire de la Russie et de l'Europe orientale, des relations internationales au XXe siècle, de la Guerre froide et du communisme.

## Biographie
Ancienne élève de l'École normale supérieure de Fontenay-Saint-Cloud (1986-1990), Sabine Dullin est agrégée d'histoire (1989) et docteure en histoire (1998). Sa thèse, dirigée par René Girault, s'intitule Diplomates et diplomatie soviétiques en Europe (1930-1939) : structures et méthodes d'une politique extérieure sous Staline.
Maîtresse de conférences à l'université Paris 1 de 1999 à 2011, membre junior de l'Institut universitaire de France de 2005 à 2010, elle a été professeur des universités à l'université Lille-III de 2011 à 2015.
Le 1er décembre 2010, elle a soutenu son habilitation à diriger des recherches à l'université Paris I - Panthéon-Sorbonne, intitulée L'URSS à la frontière (1920-1940) : le politique, l'imaginaire et le quotidien d'un État neuf. Le jury était constitué de Alain Blum, Michel Foucher, Robert Frank, Andrea Graziosi, Daniel Nordman et Marie-Pierre Rey.
Depuis 2015, Sabine Dullin est professeure des universités en histoire contemporaine de l'Europe centrale et orientale à l'Institut d'études politiques de Paris, rattachée au Centre d'histoire de Sciences Po. Elle a par ailleurs dirigé, jusqu'en 2024, le département d'histoire de Sciences Po.

## Publications
- Histoire de l'URSS, 1917-1991, La Découverte, coll. « Repères », 1994, 123 p., rééd. 2003, 2005, 2009, 2010.
- Des Hommes d'influences : les ambassadeurs de Staline en Europe, 1930-1939, Paris, Payot, 2001, 383 p.

Prix Joseph-du-Teil 2002 de l’Académie des sciences morales et politiques.
- en codirection avec Sophie Cœuré, Frontières du communisme. Mythologies et réalités de la division de l'Europe, de la révolution d'Octobre au mur de Berlin, La Découverte, coll. « Recherches », 2007, 458 p.
- Sabine Dullin, La frontière épaisse : Aux origines des politiques soviétiques (1920-1940), vol. 55, Paris, EHESS, coll. « En temps & lieux », 2014, 360 p. (ISBN 978-2-7132-2456-0).
- Sabine Dullin, L'ironie du destin. Une histoire des Russes et de leur empire (1853-1991), Paris, Payot et Rivages, coll. « Petite Bibliothèque Payot », novembre 2021, 300 p. (ISBN 978-2-228-92929-5, EAN 9782228929295).

## Décoration
- Chevalière de l'ordre national du Mérite, décret du 13 mai 2011[7]